# António Ferreira
Antonio Ferreira (Lisboa, 1528 — Lisboa, 29 de novembro de 1569) foi um escritor e humanista português. É considerado um dos maiores poetas do classicismo renascentista de língua portuguesa, conhecido como "o Horácio Português".

## Biografia
Era filho de Martim Ferreira Escrivão da Fazenda de D. Jorge de Lancastre, 2.° Duque de Coimbra, e de sua mulher Mécia Fróis Varela. Em sua educação, conviveu com os filhos do Duque e com pessoas de grande relevância nobiliárquica, administrativa e literária.
Frequentou os cursos de Humanidades e Leis respetivamente na Faculdade de Letras e na Faculdade de Leis da Universidade de Coimbra, onde se doutorou em Cânones na Faculdade de Cânones. Foi temporariamente professor na mesma Universidade.
A frequência da Universidade ocorreu no período áureo do Humanismo Bordalês, em que pontificaram nomes como os de Gouveia (André, Marcial, Diogo e Júlio), Diogo de Teive, João da Costa, António Mendes, Jorge Buchanan, Arnaldo Fabrício, Guilherme de Guérente, Nicolau Grouchy e Elias Vinet.
Parece ter-se enamorado, em Coimbra, duma senhora de família nobre, de apelido Serra, que evoca veladamente em algumas das suas poesias.
Desposou, em primeiras núpcias, em 1556, Maria Pimentel, natural de Torres Novas, que veio a falecer no terceiro ano de casamento, em 1559, sem descendência.
Desposou, em segundas núpcias, em 1564, Maria Leite, natural de Lamas de Orelhão (atualmente freguesia do concelho de Mirandela).
Em 1567, foi nomeado Juiz Desembargador do Tribunal da Relação de Lisboa.
Faleceu na mesma cidade dois anos depois, em 1569, vítima da epidemia de peste que assolava a cidade, deixando dois filhos.

### Obra
Como discípulo mais destacado do poeta Francisco de Sá de Miranda, destacou-se na elegia, na epístola, nas odes e no teatro.
A vila do nascimento da sua segunda mulher, Lamas de Orelhão, foi o local onde recolheu as informações para a sua "História de Santa Comba dos Valles", primeiro registo sobre a Lenda de Santa Comba dos Vales.
A sua obra mais conhecida é uma tragédia, "A Castro" ou "Tragédia de Inês de Castro", de inspiração clássica, em cinco actos, na qual aparece um coro grego, tendo sido escrita em verso polimétrico. O tema, os amores do príncipe D. Pedro de Portugal pela nobre D. Inês de Castro e o assassinato desta em 1355 por razão de estado, por ordem do pai do príncipe, o rei D. Afonso IV de Portugal, será, depois, um dos mais tratados pelos dramaturgos europeus. Esta tragédia só foi impressa em 1587.
O seu filho, Miguel Leite Ferreira, publicou postumamente os seus poemas sob o título de Poemas Lusitanos, espécie de coletânea de "obra completa", coleção onde está incluída muita da sua obra, em Lisboa, em 1598, e as suas comédias apareceram em 1621, juntamente com as de Francisco de Sá de Miranda.

### Homenagens
O seu nome foi atribuído à Rua António Ferreira, em Alvalade, Lisboa.
O seu nome foi atribuído à Praceta António Ferreira, em Carnaxide, Oeiras